# IMC Global
IMC Global — горнодобывающая и производственная компания, ранее входившая в индекс S&P MidCap 400. Компания была основана в 1909 году как International Agricultural Corporation. В 2004 году IMC Global объединилась с подразделением удобрений Cargill, Inc., образовав The Mosaic Company.

## История
IMC Global была основана под названием International Agricultural Corporation 14 июня 1909 года Уолдерменом Шмидтеном в штате Нью-Йорк.
Компания приобрела производственные мощности по добыче фосфатов и карбоната калия в Теннесси и Флориде. Во время Первой мировой войны спрос на удобрения снизился, в то время как на серную кислоту резко возрос. International Agricultural Corporation была крупнейшим владельцем и дистрибьютором фосфатов в Соединённых Штатах к 1920 годам.
International Agricultural Corporation (Международная аграрная корпорация) изменила своё название на International Minerals and Chemical Corporation (Международная минеральная и химическая корпорация) в конце 1941 года. Вскоре после этого объединилась с United Potash and Chemical Corporation, существенно расширив операции по производству карбоната калия (поташа). Конкуренция со стороны немецких добывающих компаний исчезла во время Второй мировой войны, так как весь импорт Германии были прекращён во время войны, и это обеспечило рекордную потребность в калите на годы во время и после войны. IMC позже расширила производственные операции на другие части страны, в том числе на Калифорнию. В течение следующих 30 лет IMC продолжила своё расширение, поглотив такие компании, как E.J. Lavino and Company, Great Lakes Container Corporation и Chemical Leaman Tank Lines. К 1975 году IMC приобрела операции в тридцати пяти штатах, Канаде и пятнадцати других стран.
В 1996 году состоялось её слияние с компанией Vigoro Corporation of Chicago — производителем калийных и азотных удобрений, что удвоило мощности IMC Global Inc. по выпуску калийных удобрений. В результате компания превратилась в крупнейшее в мире вертикально и горизонтально интегрированное объединение по производству всех видов удобрений: фосфорных, калийных, азотных и комплексных.
В 1998 IMC Global Inc. объединила фосфатное и калийное производства в единую производственную единицу, названную IMC-Crop Nutrients, в которую вошло фосфатное подразделение IMC-Agrico Phosphates и калийное — IMC Kalium.